# Panzeria aldrichi
Panzeria aldrichi là một loài ruồi trong họ Tachinidae.